# Prière de saint Patrick

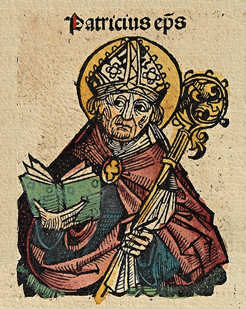
Portrait de saint Patrick dans La Chronique de Nuremberg, 1493.

La Prière de saint Patrick est une hymne chrétienne d'origine irlandaise que chantent les catholiques comme les anglicans. On l'appelle aussi la Lorica de saint Patrick, le mot latin lorica signifiant « cuirasse ». Son titre anglais, Saint Patrick's Breastplate, signifie « Cuirasse de saint Patrick ».

## Histoire
Le texte d'origine, en vieil irlandais, a longtemps été traditionnellement attribué à Patrick d'Irlande. Celui-ci  aurait composé cette œuvre durant son ministère en Irlande, au Ve siècle. Toutefois, cette prière est probablement plus tardive : elle semble dater du VIIIe siècle et être l'œuvre d'un moine.
Le style est celui d'une incantation druidique destinée à protéger le fidèle lors d'un voyage, mais avec un contenu chrétien. Cette prière figure dans le Liber Hymnorum, un recueil  d'hymnes contenues dans deux manuscrits conservés à Dublin.
Elle commence en anglais par ces mots : I arise to-day (« Je me lève aujourd'hui »).
Le texte fut adapté en I bind unto myself to-day par Cecil Frances Alexander en 1889 et associé à deux mélodies irlandaises, St Patrick et Deirdre. La Prière de saint Patrick fait partie des hymnes de l'Église d'Irlande et de l'Église épiscopale des États-Unis. Elle est souvent chantée pendant la fête de la Saint-Patrick, le 17 mars, ou lors de la fête de la Sainte Trinité, à la fin du mois de mai. Dans l'Église catholique anglophone, des extraits de cette prière figurent dans le Missel romain de 1970.

## Le texte en français
Je me lève aujourd'hui

par une force puissante,

l'invocation de la Trinité,

la croyance en la Trinité,

la confession de l’unité 

du Créateur du monde.

Je me lève aujourd'hui

par la force de la naissance du Christ et de Son Baptême,

la force de Sa Crucifixion et de Sa mise au tombeau,

la force de Sa Résurrection et de Son Ascension,

la force de Sa Venue au jour du Jugement.

Je me lève aujourd'hui

par la force de l'amour des Séraphins,

dans l'obéissance des Anges,

dans le service des Archanges,

dans l'espérance de la Résurrection,

dans les prières des Patriarches,

dans les prédictions des Prophètes,

dans les prêches des Apôtres,

dans la foi des Confesseurs,

dans l'innocence des Vierges saintes,

dans les actions des Hommes justes.

Je me lève aujourd'hui

par la force du Ciel,

lumière du Soleil,

éclat de la Lune,

puissance du Feu,

vitesse de l'éclair,

rapidité du vent,

profondeur de la mer,

stabilité de la terre,

solidité de la pierre.

Je me lève aujourd'hui

par la force de Dieu pour me guider,

la puissance de Dieu pour me soutenir,

l'intelligence de Dieu pour me conduire,

l'œil de Dieu pour regarder devant moi,

l'oreille de Dieu pour m'entendre

le Verbe de Dieu pour me donner la parole,

la main de Dieu pour me garder,

le chemin de Dieu pour me précéder,

le bouclier de Dieu pour me protéger,

l'armée de Dieu pour me sauver

des filets des démons,

des séductions des vices,

des inclinations de la nature,

de tous les hommes qui me désirent du mal,

de loin et de près,

dans la solitude et dans la multitude.

J'appelle aujourd'hui toutes ces forces

entre moi et le mal,

contre toute force cruelle

qui attaque mon corps et mon âme,

contre les incantations des faux prophètes,

contre les lois noires du paganisme,

contre les lois fausses de l'hérésie,

contre les ruses de l'idolâtrie,

contre les charmes des sorciers,

contre toute science qui souille

le corps et l'âme de l'homme.

Que le Christ me protège aujourd'hui

contre le poison, contre le feu,

contre la noyade, contre la blessure,

pour qu'il me vienne une foule de récompenses,

le Christ avec moi,

le Christ devant moi,

le Christ derrière moi,

le Christ en moi,

le Christ au-dessus de moi,

le Christ au-dessous de moi,

le Christ à ma droite,

le Christ à ma gauche,

le Christ en largeur,

le Christ en longueur,

le Christ en hauteur,

le Christ dans le cœur

de tout homme qui pense à moi,

le Christ dans tout œil qui me voit,

le Christ dans toute oreille qui m'écoute.

Je me lève aujourd'hui

par une force puissante

l'invocation à la Trinité,

la croyance en la Trinité,

la confession de l'unité

du Créateur du monde.

Au Seigneur est le salut,

au Christ est le salut.

Que Ton salut, Seigneur, soit toujours avec nous.

Amen.